# Zermelo-Mengenlehre
Die Zermelo-Mengenlehre ist die erste publizierte axiomatische Mengenlehre; sie stammt von Ernst Zermelo und ist datiert auf den 30. Juli 1907. Sie wurde am 13. Februar 1908 in Band 65 (2. Heft) der Mathematischen Annalen unter dem Titel Untersuchungen über die Grundlagen der Mengenlehre veröffentlicht und ist die Grundlage der Zermelo-Fraenkel-Mengenlehre, die heute als Basis der Mathematik dient.
Um der Mengenlehre eine solide formale Basis zu verleihen, hatte Bertrand Russell 1903 seine Typentheorie veröffentlicht, welche jedoch aufgrund ihrer syntaktisch komplizierten Form nur schwer zugänglich war. Zermelo wählte daher den eleganteren Weg des axiomatischen Aufbaus der Mengenlehre. Seine sieben Mengenaxiome, die vor allem die Existenz von Mengen sichern, erwiesen sich als tragfähig und gestatten in der erweiterten Form der Zermelo-Fraenkel-Mengenlehre die vollständige Ableitung von Cantors Mengenlehre. Zermelo formulierte seine Axiome noch verbal; heute werden sie dagegen meist in prädikatenlogischer Form präzisiert.

## Zermelos Axiome 1907
Zermelo formulierte seine sieben Axiome für einen Bereich von Dingen, der die Mengen als Teilbereich enthält. Er definierte nämlich Mengen als elementhaltige Dinge oder die Nullmenge (leere Menge). Das Axiomensystem erlaubt aber als Elemente auch andere elementlose Dinge, die er später Urelemente nannte. Man kann bei ihm also Elemente und Dinge gleichsetzen, aber nicht Mengen und Elemente. In der ursprünglichen Benennung und Nummerierung und im originalen verbalen Wortlaut, der im Folgenden nur kommentierende Einschübe mit synonymen Formulierungen weglässt, lauten seine Axiome:
I. Axiom der Bestimmtheit:
Ist jedes Element einer Menge M gleichzeitig ein Element von N und umgekehrt, so ist immer M=N.
II. Axiom der Elementarmengen:
Es gibt eine Menge, die Nullmenge 0, welche gar keine Elemente enthält.
Ist a irgendein Ding des Bereiches, so existiert eine Menge {a}, welche a und nur a als Element enthält.
Sind a, b irgend zwei Dinge des Bereiches, so existiert immer eine Menge {a,b}, welche sowohl a als auch b, aber kein von beiden verschiedenes Ding x als Element enthält.
III. Axiom der Aussonderung:
Ist die Klassenaussage E(x) definit für alle Elemente einer Menge M, so besitzt M immer eine Untermenge, welche alle diejenigen Elemente x von M, für welche E(x) wahr ist, und nur solche als Elemente enthält.
IV. Axiom der Potenzmenge:
Jeder Menge T entspricht eine zweite Menge UT, welche alle Untermengen von T und nur solche als Elemente enthält.
V. Axiom der Vereinigung:
Jeder Menge T entspricht eine Menge ST, welche alle Elemente der Elemente von T und nur solche als Elemente enthält.
VI. Axiom der Auswahl:
Ist T eine Menge, deren sämtliche Elemente von 0 verschiedene Mengen und untereinander elementfremd sind, so enthält ihre Vereinigung ST mindestens eine Untermenge, welche mit jedem Element von T ein und nur ein Element gemein hat.
VII. Axiom des Unendlichen:
Der Bereich enthält mindestens eine Menge Z, welche die Nullmenge als Element enthält und so beschaffen ist, dass jedem ihrer Elemente a ein weiteres Element der Form {a} entspricht.
Das Axiom des Unendlichen fordert eine induktive Menge (abgeschlossen bezüglich der Zählung a+1 = {a}). Im Anschluss daran gab Zermelo die erste präzise explizite Definition der natürlichen Zahlen als kleinste Menge Z, die das Axiom des Unendlichen erfüllt. Mit dieser Definition sind alle Peano-Axiome beweisbar und das Beweisprinzip der vollständigen Induktion.
Das Axiomensystem ist geringfügig redundant, denn die Elementarmenge 0 lässt sich durch Aussonderung aus der unendlichen Menge Z mit der Klassenaussage x≠x gewinnen und die Elementarmenge {a} durch die Paarmenge {a,a} definieren. Man benötigt also nur die dritte Elementarmenge {a,b}.

## Originales ZF-System 1930
In einem Aufsatz von 1930 erweiterte Zermelo seine Mengenaxiome von 1907. Er ergänzte das Ersetzungsaxiom, das Abraham Fraenkel 1921 zur vollständigen Ableitung von Cantors Mengenlehre einführte, und eliminierte die beiden entbehrlichen Elementarmengen, die Fraenkel abgeleitet hatte. Diesem modifizierten Axiomensystem gab er den Namen „Zermelo-Fraenkel-System“ oder „ZF-System“. Dem Axiom von Fraenkel gab er folgenden Wortlaut:
Axiom der Ersetzung:
Ersetzt man die Elemente x einer Menge eindeutig durch beliebige Elemente x′ des Bereiches, so enthält dieser eine Menge m′, welche alle diese x′ zu Elementen hat.
Das Axiom der Ersetzung bedeutet, dass Bilder von Mengen auch Mengen sind. Zermelo wies darauf hin, dass das erweiterte Axiomensystem redundant ist: Das Axiom der Aussonderung ist mit dem Axiom der Ersetzung beweisbar, und die Elementarmenge ist mit dem Ersetzungsaxiom aus der Potenzmenge und der Nullmenge ableitbar (denn {a,b} ist das Bild der doppelten Potenzmenge der Nullmenge). Er kannte also bereits ein optimiertes ZF-Axiomensystem, das mit den Zermelo-Axiomen I,VI,V,VII,VIII und der Ersetzung auskommt.
Zermelos Aufsatz galt aber eigentlich seiner allgemeinen Mengenlehre, seinem „ergänztem ZF-System“ oder „ZF′-System“. Hier ließ er das Unendlichkeitsaxiom weg, tauschte das Auswahlaxiom gegen den Wohlordnungssatz aus und ergänzte das Fundierungsaxiom, das zirkelhafte Mengen ausschließt, darunter alle Mengen, die sich selbst als Elemente enthalten. Er formulierte es für beliebige Dinge des Bereichs, dazu gehören ausdrücklich auch Urelemente.
Axiom der Fundierung (zweite Formulierung Zermelos):
Jeder Teilbereich T enthält wenigstens ein Element t0, das kein Element t in T hat.

## Modifizierte ZF-Systeme
Spätere formalisierte ZF-Systeme unterscheiden sich in mehreren Punkten vom Original:
- Sie eliminieren Zermelos Rahmen mit Dingen und Urelementen und sind reine Mengenlehren, in der alle Objekte Mengen sind, was durch ein stärkeres Axiom der Bestimmtheit (Extensionalität) erreicht wird.
- Sie zählen das Auswahlaxiom nicht zu ZF und nennen das komplette System mit Auswahl ZFC (C = Choice (englisch) = Auswahl).
- Sie benutzen seit dem Vorschlag von Skolem von 1922 eine prädikatenlogische formale Sprache, die stark von Zermelos Wortlaut abweicht.[1] Er selbst benutzte eine Klassenlogik nach Richard Dedekind, Giuseppe Peano und Ernst Schröder.[2]
- Seine im Axiom der Unendlichkeit steckende Zählung mit {\displaystyle \,n+1:=\{n\}} wird meist durch seine spätere Zählung {\displaystyle n+1:=n\cup \{n\}} aus der Mengenlehre von 1930 ersetzt.